# Fantastisk realism
Fantastisk realism betecknar en stilriktning inom bildkonsten vilken utvecklats ur Hans Bellmers och Salvador Dalís surrealism. Den framträdde efter andra världskriget, särskilt i Österrike och Tyskland. Huvudaktörer var de manieristiskt målande konstnärerna inom Den fantastiska realismens skola i Wien. Deras bildinnehåll bestod "av mytiska teman, kosmiska drömmar, gammaltestamentliga fabler och apokalyptiska visioner.“ 
En särställning inom den tyska samtidskonsten intar Joe Hackbarths verk. Spännvidden sträcker sig från surrealistiska verk till trompe l'œil, en genre som han drivit till mästerskap. 
Viktiga företrädare: Angerer den äldre, Hans Bellmer, Arik Brauer, Otfried H. Culmann, Raimund Gregor Ferra, Ernst Fuchs, Otto Geiss, Roland Heyder, Wolfgang Hutter, Rudolf Hausner, Werner Holz, Friedensreich Hundertwasser, Horst Janssen, Olga Knoblach-Wolff, Frank Kortan, Anton Lehmden, Friedrich Meckseper, Christian Mischke, Caspar Walter Rauh, Gerhard Swoboda, Franz Radziwill, Paul Wunderlich och Mac Zimmermann.

## Fotnoter
1. ↑  Karin Thomas: DuMont’s kleines Sachwörterbuch zur Kunst des 20. Jahrhunderts. Von Anti-Kunst bis Zero (DuMont Buchverlag, Köln 1977) s. 187.